# Дол (Калужская область)
Дол — деревня в Козельском районе Калужской области. Входит в состав Сельского поселения «Деревня Дешовки».
Расположено примерно в 9 км к юго-западу от города Козельск.

## Население
На 2010 год население составляло 0 человек.